# Metro v Sapporu
Metro v Sapporu (japonsky: 札幌市営地下鉄) je systém metro v japonském městě Sapporo na ostrově Hokkaidó. Je vedeno kanceláří pro dopravu města Sappora. Systém metra byl otevřen kvůli zimním olympijským hrám 1972, které se v Sapporu konaly. Bylo otevřeno 16. prosince 1971. Je to čtvrtý největší systém metra v Japonsku, po metru v Tokiu, Ósace a Nagoje. Bylo to také první gumokolové metro v Japonsku.
Systém metra má 3 linky, je dlouhý 49 kilometrů a má 49 stanic.

## Linky
| Barva a logo linky | Barva a logo linky | Název linky (zkratka) | Trasa                                | Rok otevření linky | Rok otevření nejnovější stanice na lince | Délka linky (km) | Počet stanic na lince |
| ------------------ | ------------------ | --------------------- | ------------------------------------ | ------------------ | ---------------------------------------- | ---------------- | --------------------- |
| Zelená             |                    | Namboku (N)           | Asabu (N01) – Makomanai (N16)        | 1971               | 1978                                     | 14,3             | 16                    |
| Oranžová           |                    | Tōzai (T)             | Mijanosawa (T01) – Šin-Sapporo (T19) | 1976               | 1999                                     | 20,1             | 19                    |
| Světle modrá       |                    | Tōhō (H)              | Sakaemači (H01) – Fukuzumi (H14)     | 1988               | 1994                                     | 13,6             | 14                    |